# 支撑超平面

凸集（粉色），一个支撑超平面（虚线），以及由超平面界定的支撑半空间，其中包含 （浅蓝色）

在几何学中，支撑超平面（英語：supporting hyperplane）是欧几里得空间 {\displaystyle \mathbb {R} ^{n}} 中的集合{\displaystyle S}，該集合具有以下两个属性：
- {\displaystyle S} 完全包含在由超平面界定的两个闭半空间之一中
- {\displaystyle S} 在超平面上至少有一个边界点。

在这里闭半空间是包括超平面内的点的半空间。